# Isniq
Isniq (albanska: Isniq med böjningsformen Isniqi; serbiska: Истинић, Istinić) är en ort i Kosovo. Den ligger i den västra delen av landet, 70 km väster om huvudstaden Priština. Isniq ligger 586 meter över havet och antalet invånare är 5 500.
Terrängen runt Isniq är varierad. Runt Isniq är det ganska tätbefolkat, med 222 invånare per kvadratkilometer. Närmaste större samhälle är Deçan, 2,3 km sydväst om Isniq. Omgivningarna runt Isniq är en mosaik av jordbruksmark och naturlig växtlighet.